# Front occlus et trowal

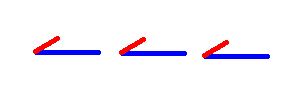
Le symbole du Trowal : ligne discontinue rappelant la rencontre du front froid (bleu) avec le front chaud (rouge), pointant dans le sens de déplacement

Le symbole du front occlus : demi-cercles alternant avec des triangles violets, pointant dans le sens de l'avancée du front

Un front occlus et un trowal (trough of warm air aloft ou creux d'air chaud en altitude) se forment lorsqu'un système météorologique s'intensifie et que son front froid accélère de sorte qu'il rattrape le front chaud. Lorsque le front froid atteint le front chaud, l'air chaud devient de plus en plus pincé ou coincé entre les deux fronts. Il sera soulevé en altitude et le système devient occlus,.

## Occlusion
Une dépression des latitudes moyennes passe par différentes étapes au cours de sa vie : précurseur, cyclonisation, maturité, occlusion et dissipation. Le centre de rotation se forme quand le long d'une bande continue qui sépare une masse d'air froide et une plus chaude, les vents poussent l'air chaud vers l'air froid d'un côté et vice versa de l'autre pour obtenir une rotation autour d'un centre. À mesure que la pression baisse dans la dépression, les fronts chaud et froids caractéristiques se forment,. 
Les vents dans l'air froid ont tendance à être plus forts que dans l'air chaud et l'air y est plus dense. Lorsque la progression du front chaud commence à ralentir et que le front froid le rejoint, ce dernier commence à repousser l'air doux en altitude près de la dépression. Une partie de cet air est alors forcée de s'élever, créant le trowal en altitude et le front occlus en surface. À ce stade, l'air chaud est presque complètement coupé de la surface dans la dépression. La frontolyse, ou dissipation des fronts, laisse une circulation cyclonique dans l'air froid sous le creux d'air chaud. Il s'ensuit, au centre, une remontée de la pression et un affaiblissement tel, que le système deviendra stationnaire dans bien des cas,.
Certains facteurs peuvent hâter l'occlusion du système dépressionnaire. Ainsi, la présence d'une chaîne de montagnes qui freine la progression du front chaud va aider le front froid à le rattraper, il s'agit d'une occlusion orographique. Un front occlus peut aussi parfois se former dans le quadrant arrière d'une dépression, associé au mouvement de la dépression le long du front occlus, ou à la formation d'un nouveau centre de dépression près du point d'occlusion. La direction du mouvement d'une telle occlusion, dite  rétrograde, est généralement vers le sud ou le sud-est (hémisphère nord), tandis que le mouvement général du front occlus est vers l'est ou le nord-est

### Trowal

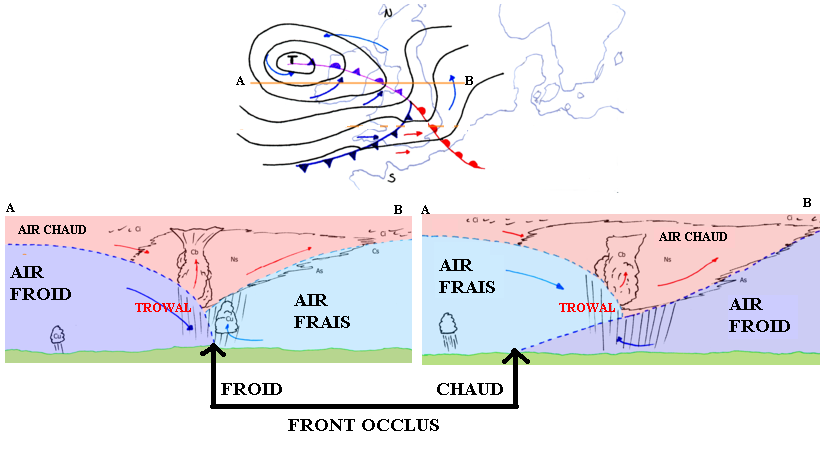
Les deux types de fronts occlus et le TROWAL

Il s'agit du creux d'air chaud en altitude qui se forme quand il n'y a plus que de l'air froid en surface. L'emplacement du trowal est celui de la base du coin d'air doux en altitude tel que vu sur les images à droite. Au Canada et dans certains autres pays, l'occlusion est identifiée par le symbole du trowal, plus associé avec la limite nuageuse et pluvieuse arrière du système. 

### Front occlus
Dans l'air froid sous-jacent au trowal, il peut se former un front de faible amplitude s'étendant de sa base à la surface. On l'appelle le front occlus. Ce front est une étroite zone de transition située entre les deux masses d'air froid qui ont créé l'occlusion. 
Il peut y avoir deux types de fronts occlus, : 
- Occlusion froide : lorsque la partie frontale de l'air froid est plus froide que la partie en recul, et qu'elle soulève le front chaud, on a une occlusion à caractère de front froid. La base du creux d'air chaud en altitude est derrière l'occlusion en surface.

- Occlusion chaude : lorsque la situation est inverse et que le front froid monte le long de la surface frontale chaude, on a évidemment une occlusion à caractère de front chaud. La base précède le front de surface.

Dans les pays qui utilisent les termes front supérieur ou en altitude, plutôt que trowal, on précise que le front occlus est froid ou chaud. Les deux images à droite montrent des coupes à travers un front occlus (ligne A vers B). On indique la position du front occlus par celle de l'air le plus froid en surface.

## Temps associé
En général, les précipitations sont à l'avant du trowal et non du front occlus. En effet, le mouvement vertical en ascendance se retrouve dans le creux d'air doux en altitude et non avec les limites entre l'air frais et froid. On retrouve tous les types de précipitations avec les fronts occlus ou trowal, autant convectifs que stratiformes, mais en général à des intensités moindres. En effet, comme le mouvement vertical y est en diminution, la formation de précipitations est plus faible. Quand on s'approche de la dissipation de la dépression, la bruine y devient prédominante.